# Uranotaenia jacksoni
Uranotaenia jacksoni är en tvåvingeart som beskrevs av Edwards 1935. Uranotaenia jacksoni ingår i släktet Uranotaenia och familjen stickmyggor. Inga underarter finns listade i Catalogue of Life.